# Gortva (miejscowość)
Gortva (miejscowość) – wieś (obec) na Słowacji położona w kraju bańskobystrzyckim, w powiecie Rymawska Sobota. Pierwsze wzmianki o miejscowości pochodzą z roku 1326. 
Według danych z dnia 31 grudnia 2012, wieś zamieszkiwały 542 osoby, w tym 284 kobiety i 258 mężczyzn.
W 2001 roku rozkład populacji względem narodowości i przynależności etnicznej wyglądał następująco:
- Słowacy – 28,8%
- Czesi – 0,81%
- Romowie – 13,59%
- Ukraińcy – 0,2%
- Węgrzy – 55,38%

Ze względu na wyznawaną religię struktura mieszkańców kształtowała się w 2001 roku następująco:
- Katolicy rzymscy – 87,42%
- Grekokatolicy – 0,2%
- Ewangelicy – 0,41%
- Prawosławni – 0,2%
- Ateiści – 2,23%
- Nie podano – 1,22%